# Prismognathus dauricus
Prismognathus dauricus es una especie de coleóptero de la familia Lucanidae.

## Distribución geográfica
Habita en Siberia, Mongolia, China, Corea y  Japón.